# Чумаші (Румунія)
Чумаші (рум. Ciumași) — село у повіті Бакеу в Румунії. Входить до складу комуни Ітешть.
Село розташоване на відстані 255 км на північ від Бухареста, 13 км на північний захід від Бакеу, 78 км на південний захід від Ясс, 147 км на північний схід від Брашова.

## Населення
За даними перепису населення 2002 року у селі проживали 198 осіб, з них 194 особи (98,0%) румунів. Усі жителі села рідною мовою назвали румунську.